# Franz Tymmermann

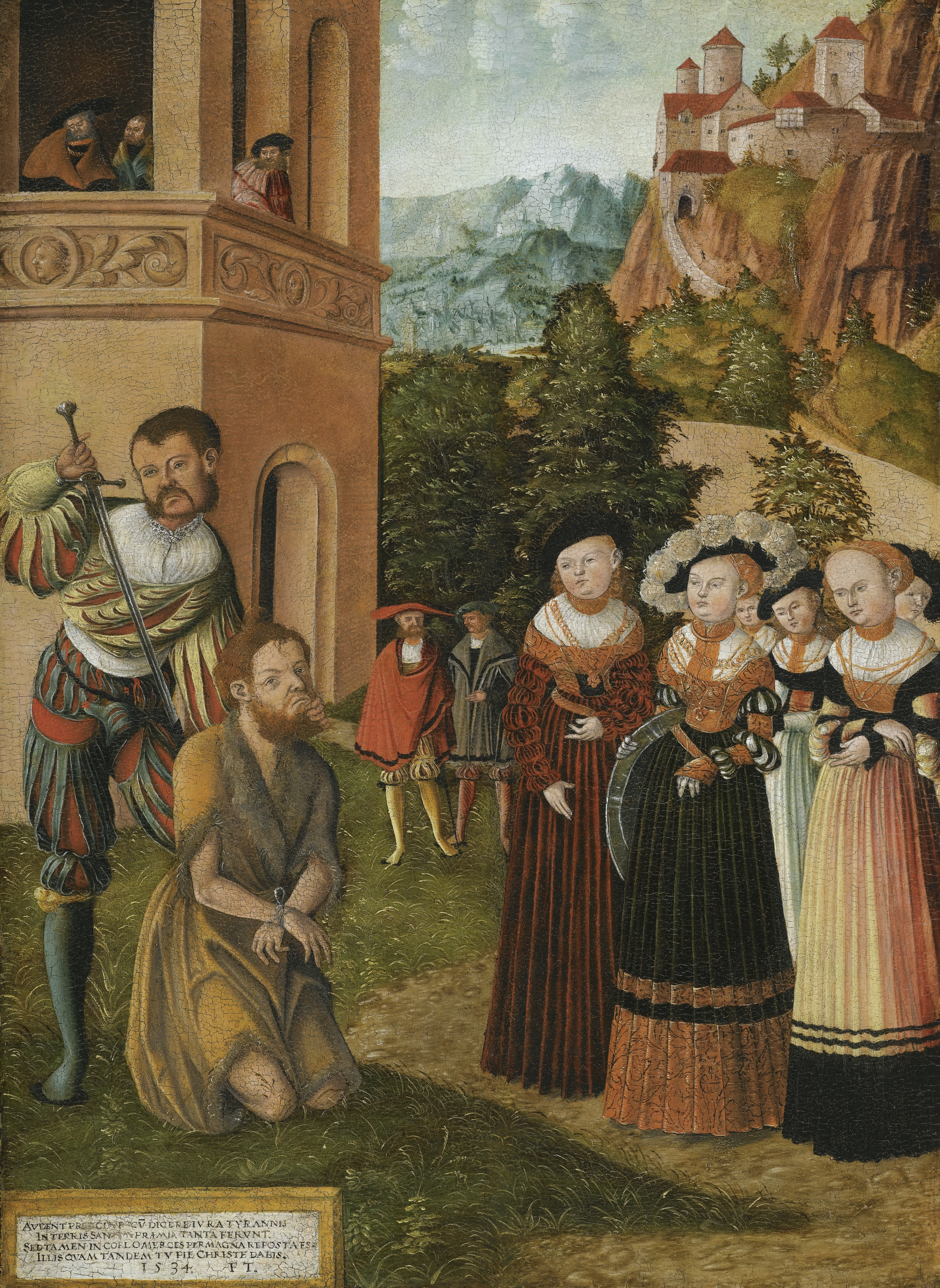
Die Enthauptung Johannes des Täufers, 1534

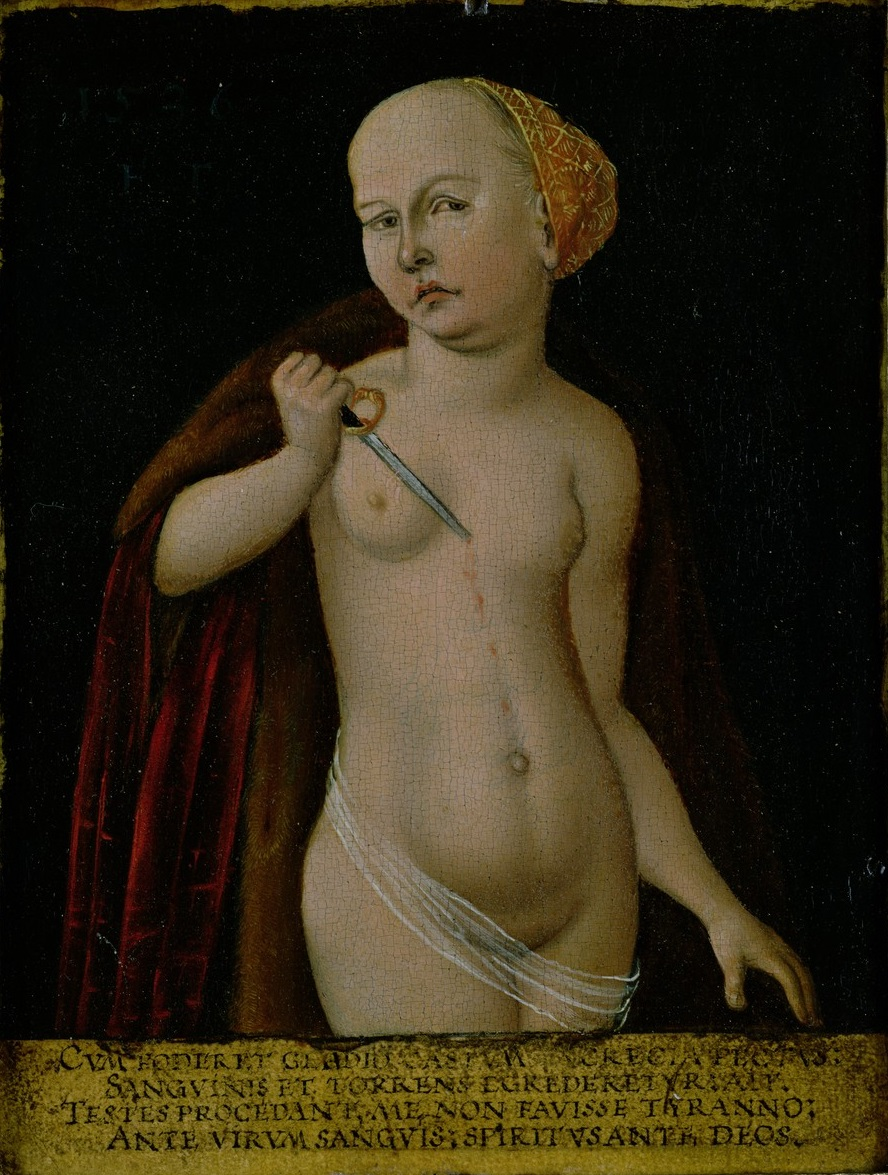
Lukrezia, 1536, Hamburger Kunsthalle

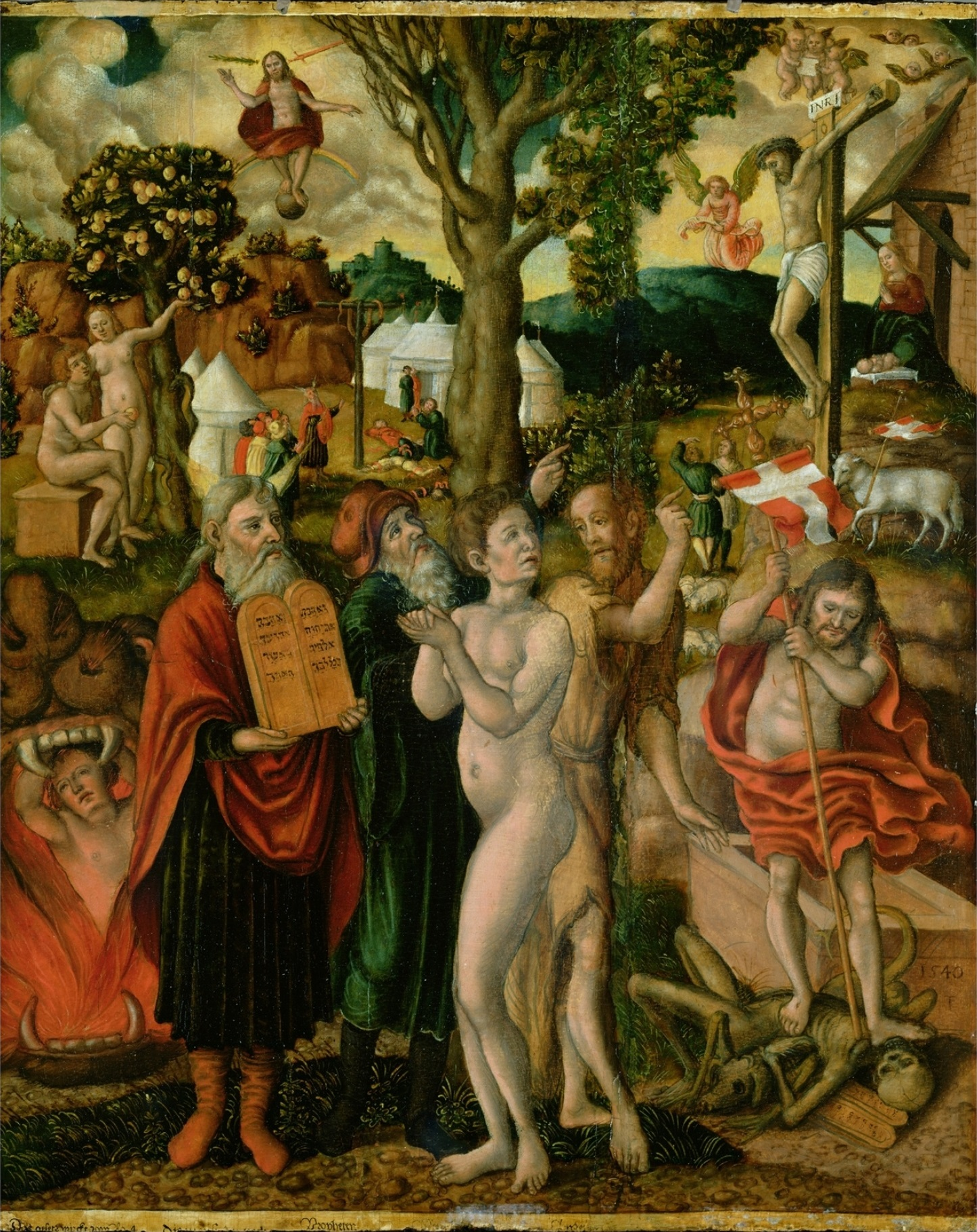
Sündenfall und Erlösung, 1540, Hamburger Kunsthalle

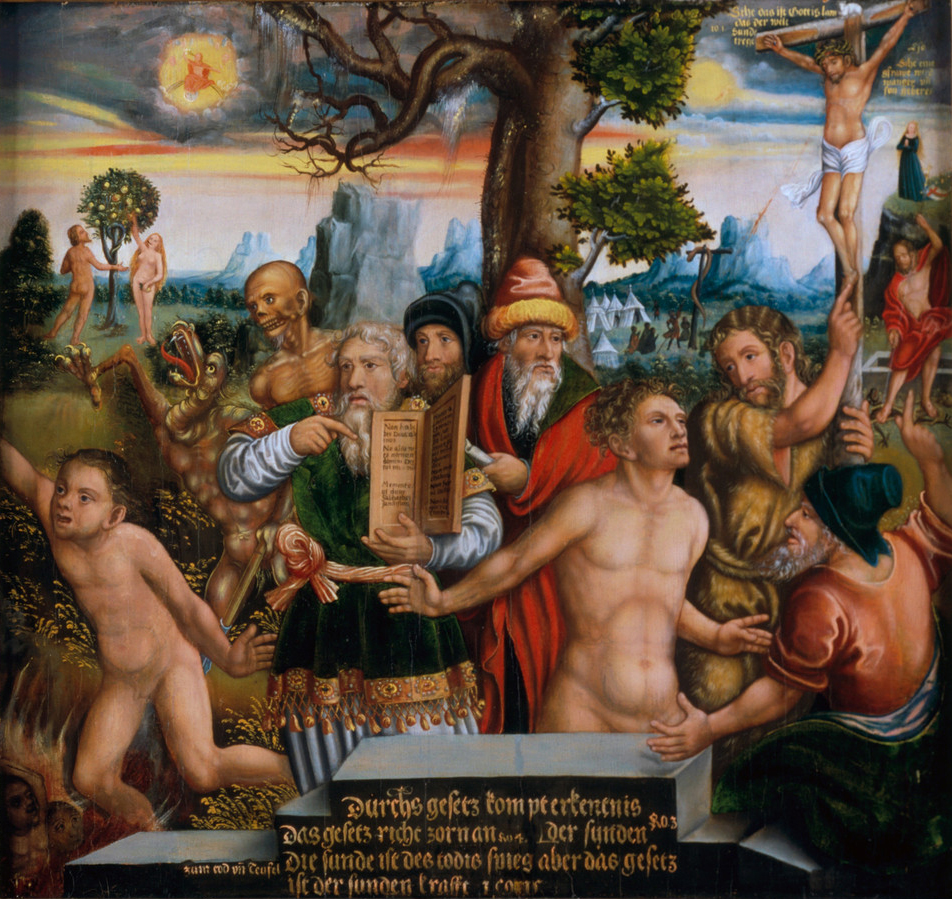
Sündenfall und Erlösung, ca. 1540, Wallraf-Richartz-Museum

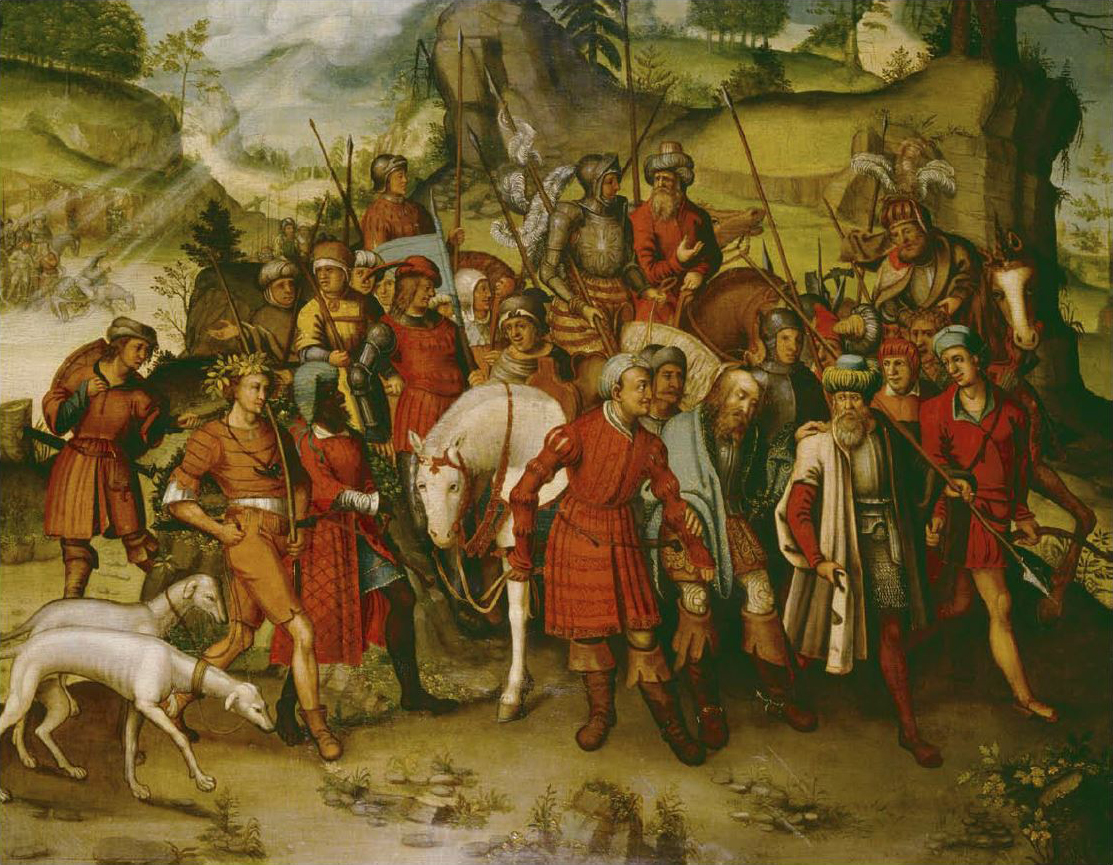
Bekehrung des Paulus, um 1540, Landesmuseum für Kunst und Kulturgeschichte Oldenburg

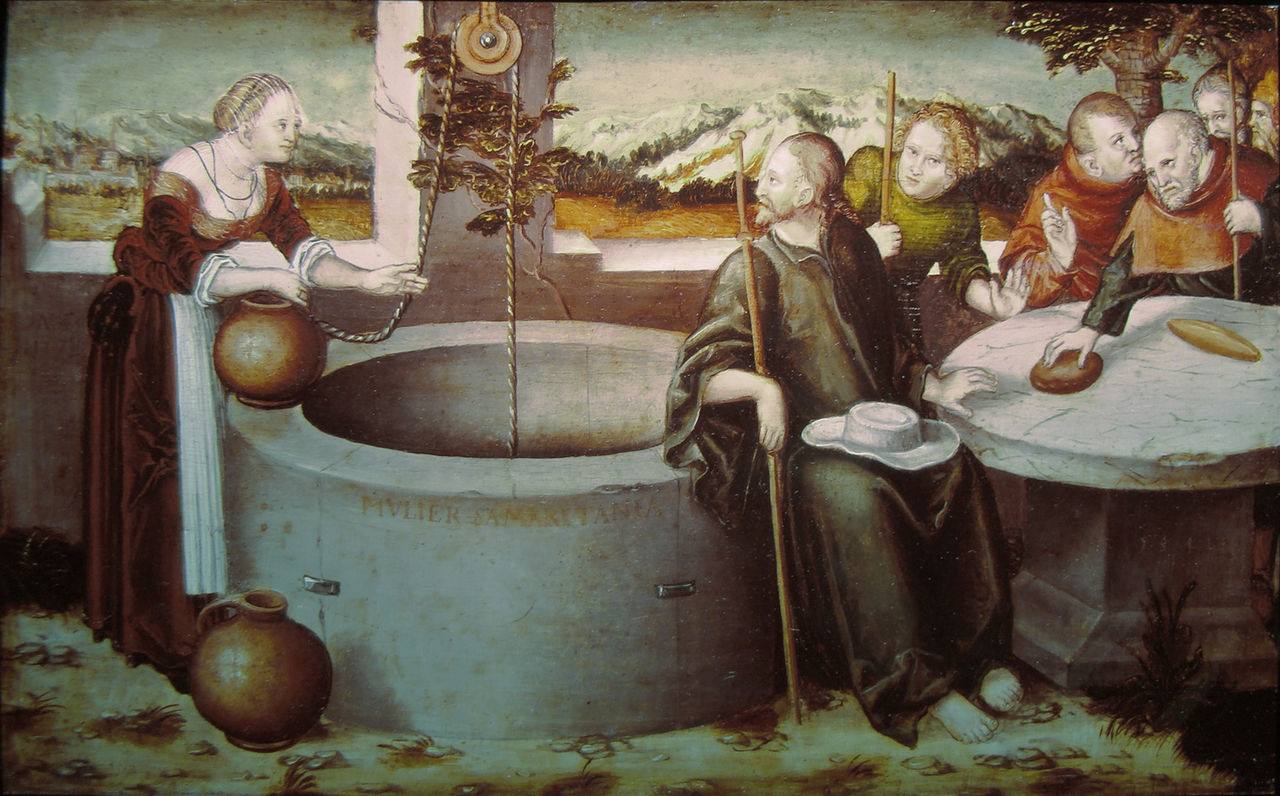
Christus und die Samariterin, 1541, Privatbesitz, USA

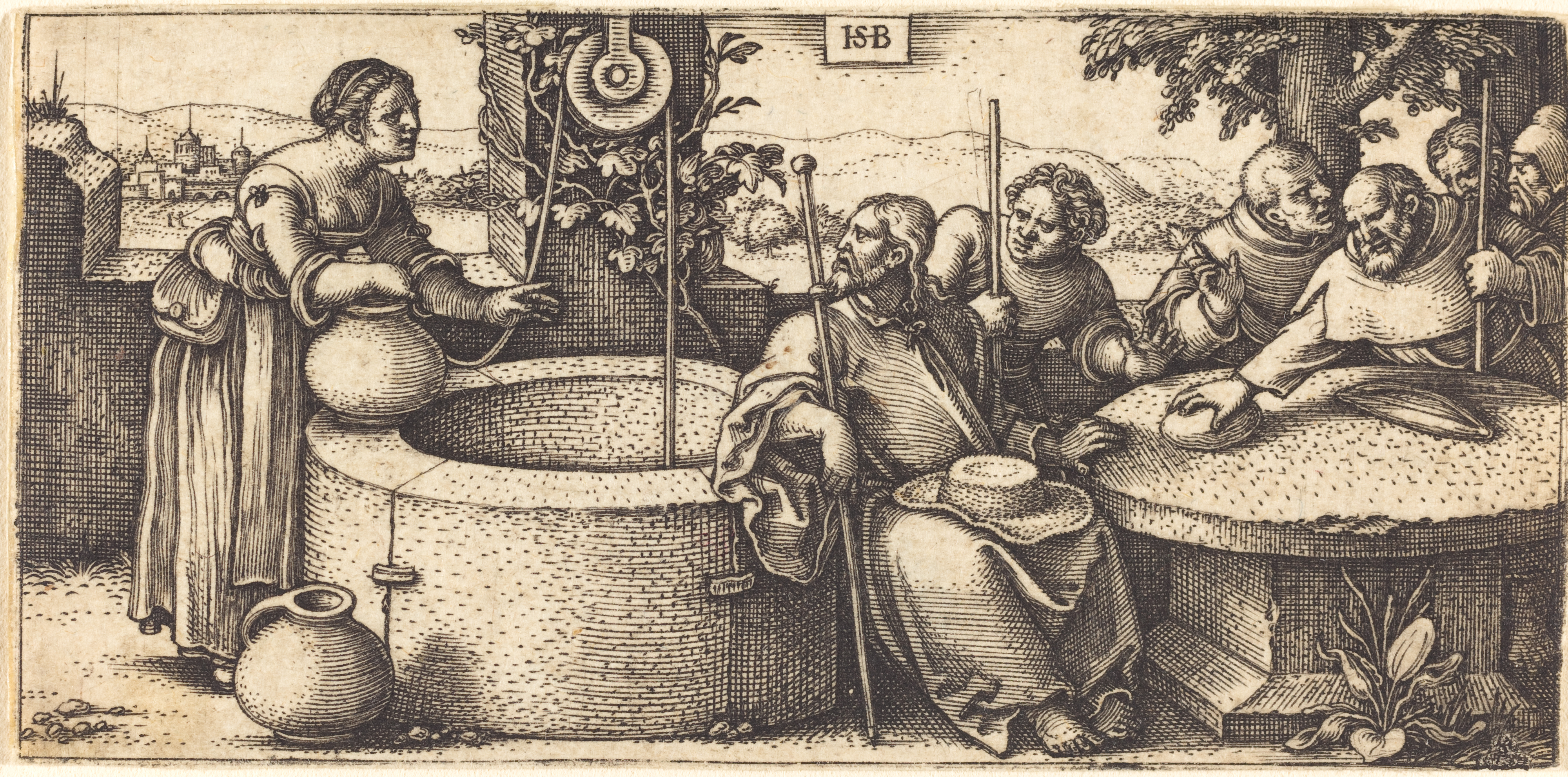
Christus und die Samariterin, Kupferstich von Hans Sebald Beham nach dem gleichnamigen Gemälde von Franz Tymmermann

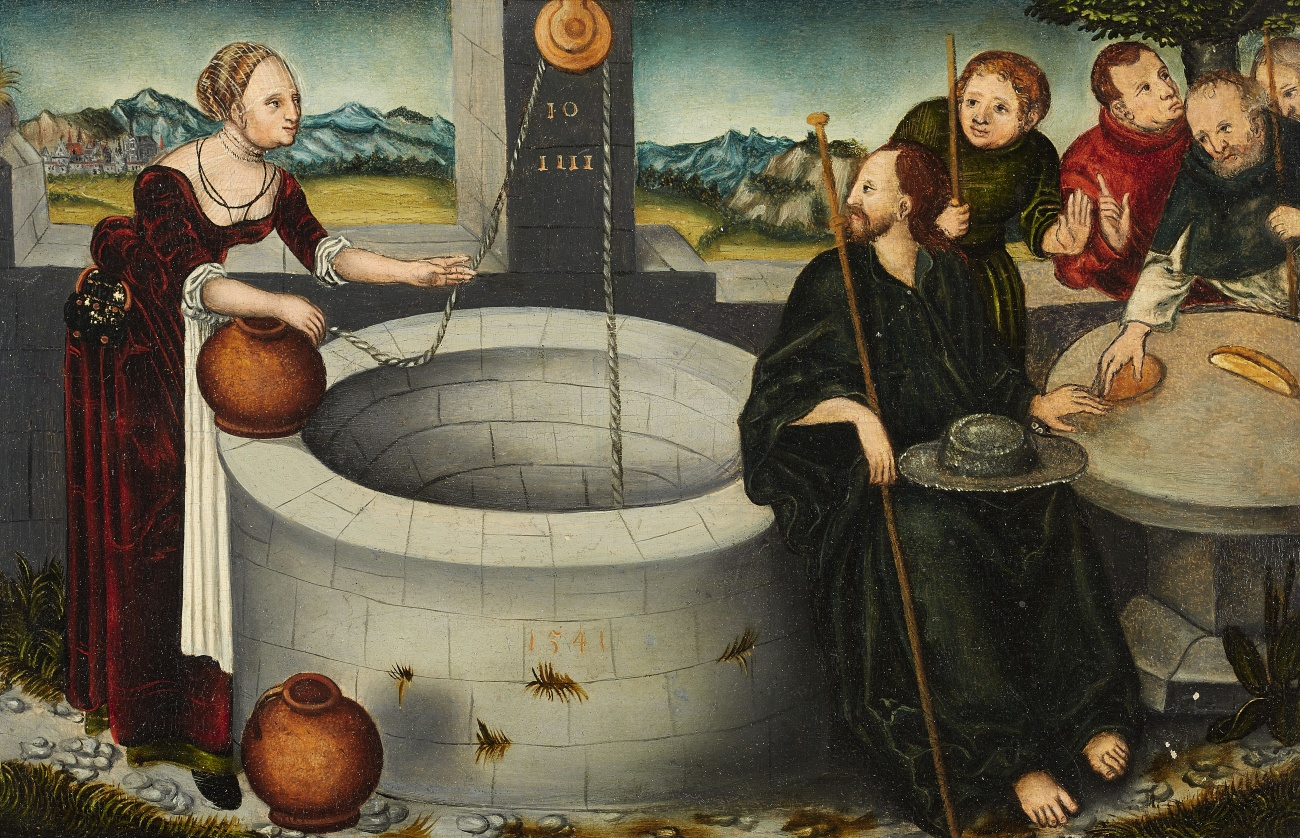
Kopie auf Leinwand von Christus und die Samariterin, unbekanntes Datum (datiert 1541), unbekannter Maler

Franz Tymmermann (* um 1515 in Hamburg; † nach 1540), seit dem 20. Jahrhundert auch Franz Timmermann, war ein deutscher Maler der Frührenaissance und ein Schüler von Lucas Cranach dem Älteren.

## Leben
Franz Tymmermann wurde um 1515 als Sohn eines Hamburger Bürgers in Hamburg geboren. Über sein Leben ist wenig bekannt. Im Jahre 1538 schickte ihn der Hamburger Rat wegen seines erprobten Talents nach Wittenberg zur Ausbildung bei dem Maler und Bürgermeister von Wittenberg Lucas Cranach dem Älteren, unter der Bedingung, zu der er sich schriftlich verpflichtete, dass er nach der Ausbildung ohne Wissen und Zustimmung des Rates sich nirgendwo außer in Hamburg niederlassen dürfe. Das geht aus dem hamburgischen Stadtrechnungsbuch (Libri expositorum) aus der Zeit hervor, in dem auch dir Reisekosten sowie die Kosten von Kleidung und Stiefel aufgeführt sind. 1539 schickte Franz Tymmermann dem Rat ein Gemälde. 1541 scheint die Ausbildung beendet gewesen zu sein, denn der Rat schickte ihm Geld für die Rückreisekosten und für Kleidung sowie Geld für ein Gemälde. Er wird in dem Rechnungsbuch auch schon als Maler des Rates bezeichnet. Danach verliert sich seine Spur in den Aufzeichnungen. Es ist auch kein Gemälde von ihm bekannt, das nach 1541 von ihm datiert wurde.
Es ist nicht auszuschließen, dass sich Franz Tymmermann bereits vor dem Ratsstipendium in der Lehre bei Lucas Cranach dem Älteren befand, verweist doch Tymmermanns monogrammiertes und datiertes Gemälde Die Enthauptung Johannes des Täufers von 1534 in der speziellen Bildfindung auf die Werkstatt Cranachs. Auch seine Bildkomposition der Lukrezia von 1536 mit dem dunklen Hintergrund legt dies nahe. Zudem war Lukrezia in der Cranach-Werkstatt ein oft produziertes Thema. Es existieren über 80 bekannte Versionen.

## Restitution eines Tymmermann-Gemäldes
Das 1534 entstandene Holztafelbild Die Enthauptung Johannes des Täufers von Franz Tymmermann befand sich in der Sammlung von Maximilian Clavé von Bouhaben, der es mit der Sammlung von seinem Schwiegervater Franz Anton Zanoli übernommen hatte. Anfang Juni 1894 ließ es seine Witwe bei Lempertz in Köln versteigern. Am 14. Mai 1926 wurde es von einem nicht genannten Eigentümer wieder bei Lempertz versteigert. Das Gemälde ersteigerte der Kunsthändler Cees van der Feer Ladèr (Ehemann von Elisabeth Emilie Lohmann-van der Feer Ladèr) in Baarn. Von ihm erwarb es der jüdische Kunstsammler Wilhelm Mautner, der in Amsterdam wohnte. Mit der Besetzung der Niederlande im Zweiten Weltkrieg durch das NS-Regime begann man dort mit dem sofortigen Zugriff auf das Vermögen der Juden. In den Niederlanden wurde die Aneignung der Raubkunst durch scheinlegale Geschäfte vorgenommen. Wilhelm Mautner, der wegen der Judenverfolgung fliehen wollte, aber Bilder als Jude nicht selbst verkaufen durfte, verkaufte 1943 aus der Not heraus einige Bilder, darunter am 22. Juli Die Enthauptung Johannes des Täufers von Franz Tymmermann, über den befreundeten Kunsthändler Hans Alfred Wetzlar, der sie, laut eigenen Angaben, unter seinen eigenen Namen verkaufte. Wetzlar war allerdings auch ein Ankäufer für Hermann Voss, der der Leiter des Sonderauftrags Linz war.  Der Käufer des Gemäldes von Tymmermann war Erhard Göpel, ein Kunstagent von Hermann Voss, und der Preis betrug 24.000 Gulden, umgerechnet 12.000 Reichsmark. So war nun offiziell das Gemälde Eigentum des Sonderauftrags Linz und damit Teil der Sammlung von Adolf Hitlers geplantem Führermuseum, jedoch nur bis 1945, denn die U.S. Army, die u. a. im Süden des Deutschen Reichs einmarschierte, beschlagnahmte im Mai alle eingelagerten Kunstgegenstände des Sonderauftrags Linz und schaffte sie in den nächsten Monaten nach München in den dort eingerichteten Central Collecting Point. Das Gemälde Die Enthauptung Johannes des Täufers traf dort am 10. Juli 1945 ein. 
An Wilhelm Mautner konnte das Gemälde nicht restituiert werden, da er im Dezember 1943 während einer Judenrazzia in Amsterdam verhaftet wurde und ins Durchgangslager Westerbork kam, von wo er aus am 20. Januar 1944 in das Ghetto Theresienstadt deportiert wurde. Am 29. September 1944 wurde er von dort in das KZ Auschwitz-Birkenau deportiert, wo er ermordet wurde. Das Gemälde wurde deshalb am 15. April 1946 den Niederlanden übergeben, wo es in die NK-Sammlung des Stichting Nederlands Kunstbezit vorerst überging. Von dort ging es als Leihgabe in das Bonnefantenmuseum in Maastricht. Im Jahre 2010 wurde das Gemälde schließlich an die Erben von Wilhelm Mautner restituiert. Am 7. Juli 2011 wurde es bei Sotheby’s versteigert, ebenso am 4. Juli 2013.

## Ausstellungen (Auswahl)
- 2003: Cranach in Köln. Zum 450. Todestag des Schnellmalers von Wittenberg im Wallraf-Richartz-Museum – Ölgemälde Sündenfall und Erlösung (Kölner Version)
- 2011: Panoptikum – Die geheimen Schätze des Wallraf im Wallraf-Richartz-Museum – Ölgemälde Sündenfall und Erlösung (Kölner Version)

## Werkverzeichnis (Auswahl)
Maße: Breite × Höhe
- 1534: Die Enthauptung Johannes des Täufers, Öl auf Kiefernholz, 36,6 × 48,6 cm – 2013 bei Sotheby’s versteigert
- 1536: Lukrezia, Öl auf Buchenholz, 14 × 18,5 cm – Hamburger Kunsthalle
- 1538: Demokrit, Öl auf Holz – Herzog August Bibliothek Wolfenbüttel
- 1538: Heraklit, Öl auf Holz – Herzog August Bibliothek Wolfenbüttel
- 1540: Sündenfall und Erlösung (auch Die Geschichte der Erlösung[10]), Öl auf Eichenholz, 31,8 × 39,2 cm – Hamburger Kunsthalle
- Ca 1540: Sündenfall und Erlösung, Öl auf Fichtenholz, 59,2 × 55 cm – Wallraf-Richartz-Museum in Köln
- Ca 1540: Sündenfall und Erlösung, Öl auf Holz, 57,8 × 54,6 cm – Bob Jones University in Greenville (Gleiches Motiv wie das Kölner Gemälde)
- Ca 1540: Sündenfall und Erlösung, Öl auf Holz, 55 × 50,7 cm – Sammlung der Universität Lüttich (Gleiches Motiv wie das Kölner Gemälde)
- Um 1540: Bekehrung des Paulus, Öl auf Buchenholz, 66 × 53 cm – Landesmuseum für Kunst und Kulturgeschichte Oldenburg
- 1541: Christus und die Samariterin, Öl auf Holz, 37,5 × 23 cm (von Dieter Koepplin Franz Tymmermann zugeschrieben[11])[12] – Privatbesitz, USA – Hans Sebald Beham fertigte Kupferstiche von dem Gemälde an. Es existiert auch eine von einem unbekannten Maler angefertigte, schlechte, auf Leinwand gemalte Kopie des Gemäldes, die statt auf dem Sockel des Tisches auf dem Brunnen datiert wurde. Die Tischplatte scheint bei der Kopie nach vorn zu kippen und die Brunnenwand im Inneren unten trichterförmig zusammenzulaufen.[13]

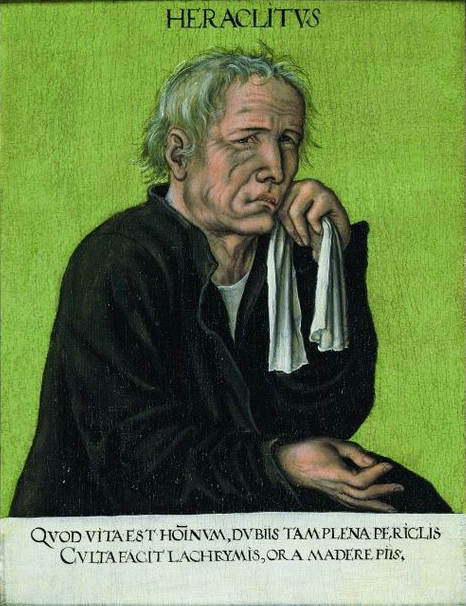
Heraklit, 1538, Herzog August Bibliothek Wolfenbüttel
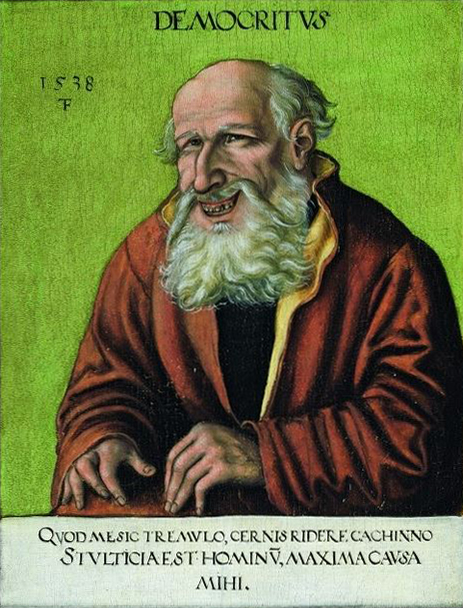
Demokrit, 1538, Herzog August Bibliothek Wolfenbüttel